# Ngondo III
Pour les articles homonymes, voir Ngondo.
Ngondo III est un village de la Région du Littoral au Cameroun, situé dans la commune de Loum, sur le site Communes et villes unies du Cameroun (CVUC).

## Population et développement
En 1968, la population de Ngondo III était de 67 habitants, essentiellement des Babong. Elle était de 51 lors du recensement de 2005.